# Emma Walmsley
Pour les articles homonymes, voir Walmsley.
Emma Natasha Walmsley, née en juin 1969), est une femme d'affaires britannique, directrice générale de GlaxoSmithKline depuis le 31 mars 2017. En 2016, elle est incluse dans la liste des 50 femmes les plus puissantes selon le  magazine Fortune.

## Biographie

### Enfance et formation
Emma Walmsley est née à Barrow-in-Furness en Grande-Bretagne. Elle grandit dans le Kent. Elle est la fille du vice-amiral Sir Robert Walmsley et de Christina V Melvill. Elle suit sa scolarité à l'école Winchester St Swithun et est titulaire d’une licence en lettres classiques et modernes de l'Université d'Oxford.  

### Carrière

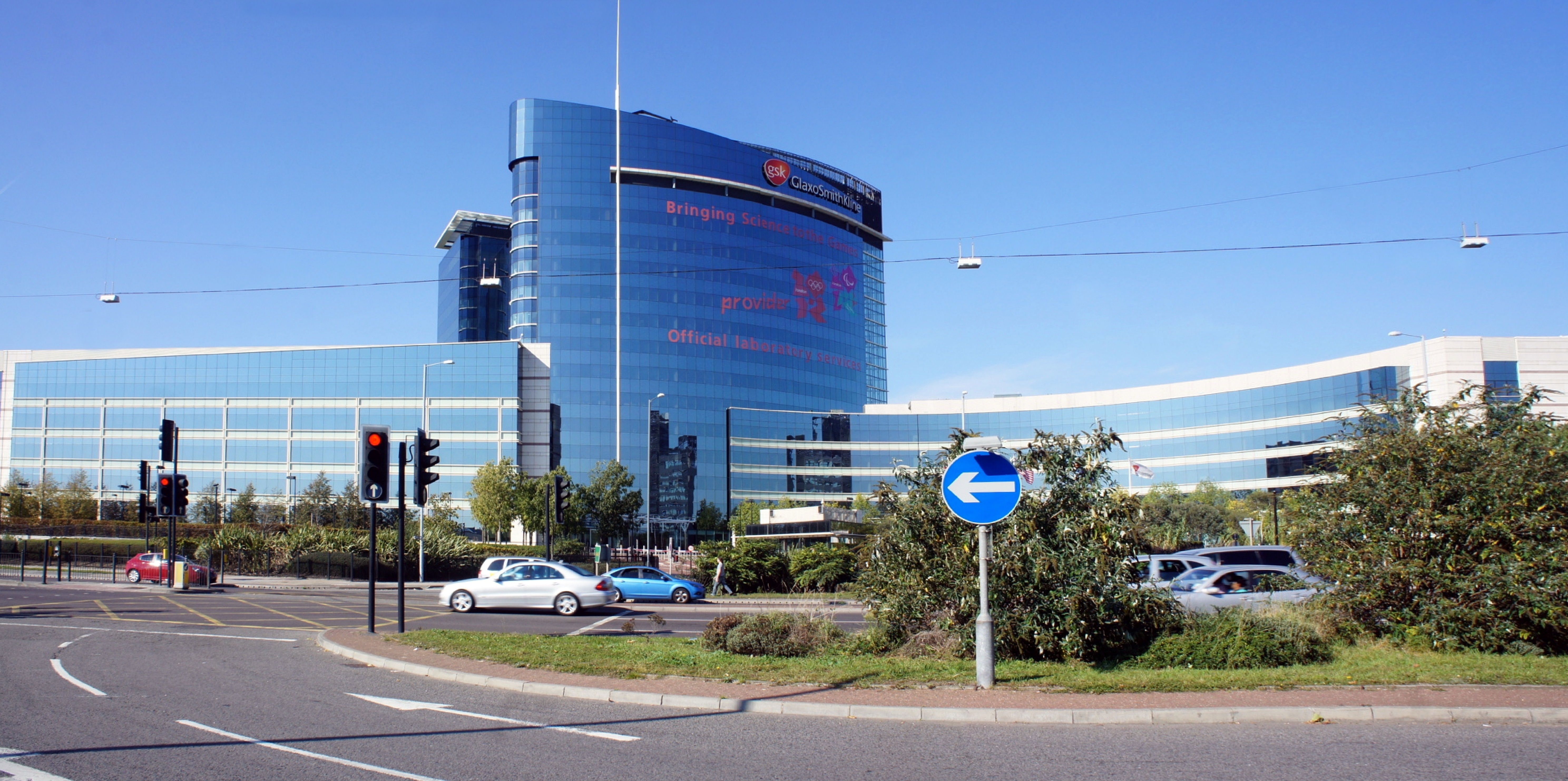
Siège de GlaxoSmithKline à Londres.

Elle a travaillé durant 17 ans chez L’Oréal, au Royaume-Uni, aux États-Unis, et en Chine.   
Elle rejoint GlaxoSmithKline en 2010, comme responsable de la division des produits de santé grand public. En 2015, elle devient présidente de GSK Consumer Healthcare, une coentreprise créée  entre les activités de GSK et  Novartis,  
Ces marques comme Sensodyne et Panadol représente près d'un quart des revenus de l'entreprise. Elle a été désignée pour remplacer le PDG de GlaxoSmithKline, Andrew Witty au 31 mars 2017, devenant la première femme PDG d'un grand laboratoire pharmaceutique. GlaxoSmithKline, d'une valeur de 80 milliards £. emploie 100 000 personnes à travers le monde et 16 000 en Grande-Bretagne. Emma Walmsley est aussi administratrice de la société Diageo de janvier 2016 à septembre 2016.  

### Vie privée
Emma Walmsley a épousé David Owen en septembre 1995 à Greenwich. Le couple a quatre enfants.